# El Paradisio
El Paradisio est le quinzième tome de la série Lefranc écrit par Jacques Martin et dessiné par Christophe Simon, édité en 2002 par Casterman.

## Résumé
Au cours d’un meeting aérien au pied de la Cordillère des Andes, Lefranc essaie un vieux Messerschmitt Bf 109. Mais au cours du vol au-dessus des montagnes toutes proches, le moteur de l’avion se coupe, et il atterrit en urgence. Lefranc a juste le temps de sauter en parachute avant que l'avion ne chute en contrebas. Cependant, après une nuit à la belle étoile, il est enlevé par les indiens Sarawak, qui l’adoptent. La vie est paisible dans leur village, jusqu’au jour où un hélicoptère atterrit et enlève les dernières femmes du village : elles sont emmenés par une secte de ‘missionnaires’ dans leur base, ‘El Paradisio’, afin de confectionner des vêtements pour le marché occidental.

## Personnages
- Guy Lefranc